# Cerkiew św. Jerzego w Budapeszcie
Cerkiew św. Jerzego – prawosławna cerkiew w Budapeszcie, należąca do eparchii budzińskiej Serbskiego Kościoła Prawosławnego.
Budynek reprezentuje styl barokowy, został poświęcony w 1698 przez patriarchę serbskiego Arseniusza III. Jego obecny wygląd jest efektem prac budowlanych wykonanych w XVIII w. (budowla wznosi się na fundamentach starszego, średniowiecznego obiektu), gdy m.in. powiększono obiekt. W 1838, w czasie powodzi, całe oryginalne wyposażenie wnętrza (w tym ikonostas z 1760) uległo zniszczeniu. Nowe utensylia wykonano dla cerkwi w kolejnych latach; autorem drugiego ikonostasu jest Karlo Sterio, artysta pochodzenia greckiego.